# Délire paranoïaque
En sémiologie psychiatrique, on appelle délire paranoïaque un syndrome délirant (convictions et jugements dogmatiques, comportements et attitudes gouvernées par des croyances irréductibles qui forment pour le sujet une sorte de vérité et d’idéal) qui ne s'accorde ni avec la réalité ni avec la coexistence avec autrui , caractéristique de la paranoïa.
Malgré la proximité entre les deux termes, il faut bien le distinguer du délire paranoïde qui est caractéristique du groupe des schizophrénies et qui présente une sémiologie bien différente.

## Sémiologie structurale
Le délire paranoïaque est :
- généralement basé sur une intuition délirante, ne fait ensuite plus appel qu'au mécanisme interprétatif ;
- centré sur un seul thème, les thèmes possibles sont jalousie, préjudice, complot, érotomanie, etc.
- est dit « hautement systématisé » ; les prémices sont délirantes (on parle d'une intuition délirante initiale, c'est comme si quelque chose avait été révélé au patient, qu'à partir de là, il « avait compris »), mais ensuite, le délire se déploie de manière parfaitement organisée, logique, claire, cohérente, pouvant même assez souvent emporter l'adhésion des auditeurs. Cependant on distingue les idées délirantes qui expriment l'expansion du Moi (idées de grandeur ou de mégalomanie) où le Moi est tout puissant, et celles qui expriment la rétraction du Moi (idées de cataclysme cosmique, d'indignité morale, des idées hypocondriaques et de frustration) où le moi perd son unité et sa puissance[2].
- une croyance obsessionnelle en quelque chose même lorsque la preuve est apportée de son caractère infondé.

## Comparaison avec le délire paranoïde
|                                    | Délire paranoïde                                          | Délire paranoïaque                                        |
| ---------------------------------- | --------------------------------------------------------- | --------------------------------------------------------- |
| Mécanisme délirant                 | Mécanismes multiples (hallucinations, interprétations...) | Mécanisme principalement interprétatif                    |
| Thématique délirante               | Thèmes multiples                                          | Thème unique (persécution, préjudice, complot, jalousie…) |
| Degré de systématisation du délire | Non systématisé (pas de cohérence interne)                | Hautement systématisé                                     |

## Situation nosologique
- Le délire paranoïaque peut être de plusieurs types :
  - passionnel : érotomanie, délire de jalousie, délire de revendication
  - le délire d’interprétation de Sérieux et Capgras
  - le délire de relation des sensitifs
- Le délire paranoïaque se retrouve essentiellement au cours des différents types de paranoïa dont il constitue l'un des principaux symptômes.
- On le retrouve également au cours des délires du sujet âgé.

Attention, dans la classification française, les délires paranoïaques sont de quatre types[réf. nécessaire] :
- les délires d'interprétation systématisé avec entre autres :
  - les délires revendicatifs,
  - les délires de jalousie,
  - l'érotomanie…
- les paraphrénies, qui ont deux formes principales :
  - fantastique,
  - imaginative,
- les délires de relation des sensitifs ;
- les psychoses hallucinatoires chroniques ou PHC
  - ne pas confondre avec la schizophrénie : les PHC ne présentent pas de syndrome de discordance.